# 植松☆輝
植松☆輝（うえまつ☆らん）は、日本の女子プロレスラー、植松寿絵と輝優優のタッグチームである。

## 概要
2002年に輝優優がJWPからGAEA JAPANに移籍した際、GAEAの生え抜きであった植松寿絵と意気投合し、2003年11月30日に結成された。
「決めるぞ！場外！」のかけ声と共に相手選手を場外へ連れ出し、20カウントぎりぎりでリングに戻ってリングアウト勝ちする、という作戦を採用し、2004年に初タイトルAAAWタッグ王座を獲得。
2度目のタッグ王座に君臨していた最中、GAEA JAPANが解散し、同団体最後のタッグチャンピオンとなった。その後は共にフリーランスとして活動を継続する。ヒールタッグとして、OZアカデミーでは植松の同期である「そんちか」（加藤園子&永島千佳世）、輝の出戻りとして参戦したJWPでは春倉（春山香代子&倉垣翼）やザ☆WANTED!?（阿部幸江&KAZUKI）、そしてNEOではNEOマシンガンズ（タニー・マウス&宮崎有妃）など各参戦団体を代表するタッグチームと抗争を繰り広げる。
中でもJWPでは2006年にJWP認定タッグ王座を獲得。同王座に計3度君臨し、JWPタッグ戦線を盛り上げた（植松、輝ともに別のパートナーでも同王座を獲得している）。
2007年に旗揚げされたプロレスリングWAVEにも活動範囲を広げ、植松がWAVEに加入した2011年には初代WAVE認定タッグ王座決定トーナメント「DUAL SHOCK WAVE 2011」にエントリーし、決勝進出するが、決勝戦でカナアユ（華名&栗原あゆみ）に惜しくも敗れる。
2012年2月5日、カナアユを降しWAVEタッグ王座を獲得。
3月4日に東京キネマ倶楽部にて自主興行を開催。
「JWPタッグリーグ・ザ・ベスト2012」にも参戦。春倉とのライバル対決を制して決勝に勝ち上がり、決勝でもラブドライト（中森華子&大畠美咲）を退け優勝するとともに、植松☆輝としては通算4度目となるJWPタッグ王座（二冠）を獲得するとともにWAVEと合わせて三冠を達成。タッグタイトル獲得はGAEA時代から通算9度となった。
同年4月30日のWAVE後楽園ホール大会を以って植松が引退。植松☆輝タッグはJWP・WAVE2団体のチャンピオンのまま解散となる。保持していたJWP・WAVEタッグ王座も返上されたが、植松より両王座とも空白を作らないよう要請され、WAVE王座は引退興行のアンダーカードで暫定王座決定戦を制したハタナカヨウコ（GAMI&中川ともか）にベルトが引き渡され、JWP二冠も4日後に王座決定戦が行われ、タイパンシスターズ（後のリセット、米山香織&さくらえみ）が新王者となった。
12月9日のOZ後楽園大会を最後に輝も植松の後を追うように引退。
なお、植松は輝と出会わなければGAEA解散とともに引退していたと言う。

## タイトル歴
- AAAWタッグ王座
- JWP認定タッグ王座
- デイリースポーツ認定女子タッグ王座
- WAVE認定タッグ王座

## 植松☆輝自主興行

### 試合結果
| 1st☆SPURT! タッグマッチ 20分1本勝負              |                                                          |                                               |
| カルロス天野（OZ） ●成宮真希（アイスリボン）     | 12分32秒 ラビストラル                                    | 加藤園子（OZ） ラビット美兎（JWP）〇          |
| 2nd☆SPURT! スーパーヒール封印儀式                |                                                          |                                               |
| ●スーパーヒール植松寿絵                          | 4分59秒 裏拳からの体固め                                 | アジャ・コング（OZ）〇                        |
| 3rd☆SPURT! タッグマッチ 20分1本勝負              |                                                          |                                               |
| 輝優優 ●広田さくら（フリー）                     | 12分32秒 ダイビングフットスタンプからの体固め            | 永島千佳世（OZ）〇 アブドーラ・小林（大日本） |
| 広田は植松の、小林はシュガー佐藤のコスプレで登場 |                                                          |                                               |
| 4th☆SPURT! シングルマッチ 30分1本勝負            |                                                          |                                               |
| 〇尾崎魔弓（OZ）                                 | 16分11秒 セコンド桜花の顔面キックからの 横入り式エビ固め | GAMI（WAVE）●                                 |
| LAST☆SPURT!! タッグマッチ 30分1本勝負            |                                                          |                                               |
| 植松寿絵 輝優優                                  | 時間切れ引き分け                                         | アジャ・コング 高橋奈苗（スターダム）         |

レフェリー：伊藤幸子、
リングアナウンサー：中島幸一郎